# Ed Hawkins
Ed Hawkins is een Brits klimaatwetenschapper die bekend is geraakt vanwege zijn grafische weergave van de opwarming van de Aarde, vooral voor een algemeen, niet-wetenschappelijk publiek.
Hawkins studeerde astrofysica aan de Universiteit van Nottingham (1999-2003), en was onderzoeker aan de Universiteit van Reading (2005-2013), waar hij later ging doceren. Hij was ook betrokken bij projecten van burgerwetenschap.
Hawkins was een mede-auteur voor het vijfde IPCC-rapport 2014, en is aangesteld als eindredacteur voor het zesde rapport van het IPCC (2022).

Temeratuurstrepen: een “minimalistisch” diagram illustreert de opwarming van de Aarde: blauwe strepen (koelere jaren), rode strepen (warmere jaren).

Klimaatspiraal toont de opwarming sedert 1850 als een steeds grotere kleurspiraal.

## Klimaatvisualisaties
In 2014 publiceerde Hawkins een eerste versie van de beroemde “temperatuurstrepen”, en in 2016 de al even bekende “klimaatspiraal”. Deze laatste werd zelfs opgenomen in de openingsceremonie van de Olympische Zomerspelen 2016 in Rio de Janeiro. In 2017 verkreeg hij van de Royal Meteorological Society de Climate Science Communication Prize, en in 2018 de Kavli-medaille. In juli 2019 noemde Climate Home News hem een van de tien klimaat-influencers.